# Reza Xá
Reza Xá Pahlavi (em persa: رضا پهلوی, Savadkuh, 15 de março de 1878 - Joanesburgo, 26 de julho de 1944), posteriormente conhecido como Reza Xá, o Grande (Reza Xá-e Kabir) foi xá do Irã (até então Pérsia) de 1925 a 1941. Primeiro monarca da dinastia Pahlavi, é considerado o responsável por um grande impulso modernizante de seu país.
Foi precedido por Ahmad Shah Qajar e abdicou por favor de seu filho Mohammed Reza Pahlavi. Morreu em exílio na África do Sul.